# Böda Skogsjärnväg
| Elchjagd von König Gustav V. und König Alfons XIII., 1934 |                     |                            |                            |
| Streckenlänge: | etwa 27 km          |                            |                            |
| Spurweite: | 600 mm (Schmalspur) |                            |                            |
| |                     |                            |                            |
| \| \| 11 \| Nabbelund \| Nabbelund \| \| \| 0,0 \| Trollskogen \| Trollskogen \| \| \| ~4,5 \| Fagerrrör \| Fagerrrör \| \| \| \| Tellspåret (1,5km) \| \| \| \| \| Grankullaspåret (7,5 km) \| \| \| \| \| Västra Dappspåret (2,0 km) \| \| \| \| \| Östra Dappspåret (1,0 km) \| \| \| \| \| Trakthyggespåret (0,5 km) \| \| \| \| \| Hunderumsspåret (4 km) \| \| \| \| 0,0 \| Böda \| Böda \| \| \| \| \| \| \| Quellen: [1][2] \| \| \| \| |                     |                            |                            |
| Betriebs-/Güterbahnhof Streckenanfang (Strecke außer Betrieb) | 11                  | Nabbelund                  | Nabbelund                  |
| Strecke (außer Betrieb) · Kopfbahnhof Streckenanfang | 0,0                 | Trollskogen                | Trollskogen                |
| Strecke (außer Betrieb) · Kopfbahnhof Strecke ab hier außer Betrieb | ~4,5                | Fagerrrör                  | Fagerrrör                  |
| Abzweig geradeaus und nach rechts (Strecke außer Betrieb) · Strecke (außer Betrieb) |                     | Tellspåret (1,5km)         | Tellspåret (1,5km)         |
| Abzweig geradeaus, nach links und von links (Strecke außer Betrieb) · Strecke nach rechts (außer Betrieb) |                     | Grankullaspåret (7,5 km)   | Grankullaspåret (7,5 km)   |
| Abzweig geradeaus und von rechts (Strecke außer Betrieb) |                     | Västra Dappspåret (2,0 km) | Västra Dappspåret (2,0 km) |
| Abzweig geradeaus und von links (Strecke außer Betrieb) |                     | Östra Dappspåret (1,0 km)  | Östra Dappspåret (1,0 km)  |
| Abzweig geradeaus und von links (Strecke außer Betrieb) |                     | Trakthyggespåret (0,5 km)  | Trakthyggespåret (0,5 km)  |
| Abzweig geradeaus und von rechts (Strecke außer Betrieb) |                     | Hunderumsspåret (4 km)     | Hunderumsspåret (4 km)     |
| Betriebs-/Güterbahnhof Streckenende (Strecke außer Betrieb) | 0,0                 | Böda                       | Böda                       |
| |                     |                            |                            |
| Quellen: |                     |                            |                            |

Die Böda Skogsjärnväg war eine Schmalspurbahn, die zwischen 1909 und 1959 im Kronopark von Böda im Norden der schwedischen Insel Öland verkehrte.

## Geschichte
Die Staatsforstverwaltung baute zwischen 1908 und 1909 ein 27 km langes Streckennetz zum Holztransport. Zu Anfang wurden die Wagen mit Pferden gezogen. Im Jahre 1910 übernahm die vierachsige Dampflokomotive Mormor (Leergewicht 8 t) den Betrieb.
| Nummer | Name     | Bauart    | Achsfolge | Hersteller                                             | Fabr.-Nr./ Baujahr | Besonderes |
| ------ | -------- | --------- | --------- | ------------------------------------------------------ | ------------------ | --- |
|        | MORMOR   | Tenderlok | D t       | Maschinen- & Dampfkesselfabrik Leopold Zobel, Bromberg | 118 1910           | 1959 an Heimatverein Nässjö, 1972 an Ohsabanan, 1972 an Föreningen Böda Skogsjärnväg, 2013 Kesselreparatur |
|        | KAROLINA | Tenderlok | D t       | Orenstein & Koppel, Berlin                             | 7996 1919          | von Kopparfors Trävaru AB in Tunaberg für Holztransporte von Gälkhyttan nach Marvikens Såg gekauft, ab 1947 mit der Spurweite 643 mm in Strömsnäsbruk eingesetzt, 1970 Rückbau auf 600 mm, bei der Museumsbahn Sollentuna Enskilda Järnväg (SEJ) im Einsatz. In den Sommermonaten 1985 bis 1989 an BöSJ ausgeliehen, im Frühling und Herbst weiter bei SEJ im Dienst. Nach der Einstellung der SEJ am 15. September 1996 dauerhaft bei der BöSJ im Dienst. 2024 mit Ablauf der Untersuchungsfristen abgestellt. |
| 2      | FARMOR   | Tenderlok | D t       | Orenstein & Koppel, Berlin                             | 11588 1928         | 1959 verschrottet |
|        | DRAGOS   | Diesellok | B B       | Deutz AG, Köln                                         | 55107 1952         | ehemalige Werklokomotive, 1989 übernommen |

1959 wurde die Bahn komplett eingestellt, nachdem bereits 1954 die Zweigstrecken nach Grankulla und Tell stillgelegt wurden. Lokomotiven, Wagen und Schienen wurden verschrottet. Lediglich die MORMOR wurde der Nachwelt vom Heimatverein Nässjö erhalten.

## Föreningen Böda Skogsjärnväg
Der Verein Föreningen Böda Skogsjärnväg wurde am 21. Juli 1974 mit dem Ziel gegründet, eisenbahngeschichtlich wertvolles Material der Epoche sicherzustellen, zu erhalten und eine Teilstrecke wieder aufzubauen und zu befahren.
Die Staatsforstverwaltung Sveaskog stellte dem Verein den Bahndamm zwischen Fagerrör und Trollskogen unentgeltlich zur Verfügung. Der Wiederaufbau konnte noch im selben Jahr begonnen werden. 1978 wurde das erste Teilstück dem Verkehr übergeben und 1994 wurde die Endstation Trollskogen erreicht. Nach 20-jährigem Dienst bei Ohsabanan kam die MORMOR 1990 wieder nach Öland und übernahm Museumszüge.